# Leila Josefowicz
Répertoire
- Concerto de Esa-Pekka Salonen
- Concerto de Colin Matthews

Leila Bronia Josefowicz, née le 20 octobre 1977, à Toronto (Canada), de Mme Wendy Josefowicz, généticienne, et de M. Jack Josefowicz, physicien, est une violoniste classique.

## Biographie
Leila n’est encore qu’un bébé lorsque toute la famille déménage en Californie.

### Formation
C’est avec un instrument miniature, dès l’âge de trois ans, que Leila Josefowicz commence le violon. Quelques mois plus tard, fréquentant ses premières classes de Suzuki, ses professeurs s’aperçoivent que Leila possède l’oreille absolue. À cinq ans, elle suit les cours de Idel Low, et trois ans plus tard c’est le professeur de violon renommé de Californie, Robert Lipsett (en), qui la prend en charge à l'École Colburn (en) de Northridge.
Reconnue enfant prodige par ses professeurs, Leila joue, autant dans les salons de Hollywood que dans les salles de concert, les Concertos no 1 de Paganini, no 3 de Saint-Saëns, no 1 de Bruch, no 2 de Wieniawski, no 5 de Vieuxtemps et no 3 de Mozart.
Lors d’un hommage au comédien Bob Hope, Leila passe au réseau de télévision NBC, ce qui lui ouvre les portes de la puissante agence IMG Management. Elle n’a que dix ans.
Le prestigieux Institut Curtis, à Philadelphie, accueille la jeune violoniste alors qu’elle n’a que 13 ans. Elle y étudie à mi-temps, les après-midi, avec Jaime Laredo, Joseph Gingold, Felix Galimir et Jascha Brodsky (en). Le matin elle fréquente l’école secondaire, un établissement pour élèves doués.
À 16 ans, elle s’inscrit, à temps complet cette fois, au baccalauréat de musique et, déjà, fait des tournées.
C'est après avoir obtenu son diplôme de Curtis, en 1997, qu'elle déménage à New York où elle s'établira définitivement.
Leila Josefowicz a épousé le chef d'orchestre Kristjan Järvi.

### Carrière
En 1994, Leila fait ses débuts au Carnegie Hall. Elle y joue le Concerto pour violon de Tchaïkovski avec Sir Neville Marriner et l'Academy of St. Martin in the Fields à Londres. Dans la même année, elle reçoit une subvention du Lincoln Center. Et bientôt, elle apparait avec plusieurs des plus grands orchestres au monde, y compris l'orchestre symphonique de Chicago, l'orchestre symphonique de Boston, les orchestres de Cleveland et de Philadelphie, l’orchestre philharmonique de Londres, l'orchestre du Gewandhaus de Leipzig, et l'orchestre national de France.
C’est aussi en 1994 qu’elle signe un premier contrat d’enregistrement exclusif avec Philips Classics et grave le Concerto pour violon de Tchaïkovski et celui de Sibelius.
Son deuxième disque, un ensemble d'œuvres pour violon seul de Bartók, Eugène Ysaÿe, Ernst, et Paganini, a remporté le Diapason d'Or. Les enregistrements ont remporté le prix ECHO Klassik en 1998 et un autre Diapason d'Or en 1996.
En 2007, elle reçoit le prix USA Cummings Fellow par l'United States Artists.
Au cours de la saison 2008/2009, Leila Josefowicz donne le premier concerto écrit pour elle par Esa-Pekka Salonen avec le Los Angeles Philharmonic. Et c'est en octobre 2009 qu'elle joue un autre concerto écrit pour elle par Colin Matthews avec l'Orchestre symphonique de Birmingham. En reconnaissance de son engagement authentique pour la musique d'aujourd'hui, une bourse de la Fondation MacArthur lui est attribuée en 2008.
Au cours de la saison 2009/2010, Leila Josefowicz retourne à l'Orchestre de Cleveland et l'Orchestre symphonique de Toronto, pour créer le concerto de Thomas Adès, ainsi qu'à l'Orchestre philharmonique de Los Angeles et l'Orchestre du Centre national des Arts. Le 26 mars 2015, elle crée la symphonie dramatique pour violon et orchestre « Scheherazade.2 » écrite pour elle par John Adams et joué avec l'Orchestre philharmonique de New York dirigé par Alan Gilbert.
En 1993-1994, la Stradivari Society lui prête un Stradivarius de 1708 dit « Ruby ». Depuis 1995, elle joue sur le Guarnerius del Gesù de 1739 dit « Ebersolt », que lui a prêté Herbert Axelrod, instrument plus difficile à jouer que le Stradivarius. Sur son album de 1995 consacré à Tchaïkovski et Sibelius, elle joue de ces deux instruments.

## Discographie
- 1995 Tchaikovsky & Sibelius Violin Concertos avec l'Académie de St. Martin-in-the-Fields.
- 1996 Leila Josefowicz : Solo.
- 1997 Violin for Anne Rice avec l'Académie de St. Martin-in-the-Fields.
- 1997 Bohemian Rhapsodies avec l'Académie de St. Martin-in-the-Fields.
- 1998 For the End of Time avec John Novacek (piano).
- 1999 Mendelssohn & Glazunov Violin Concertos avec l'Orchestre symphonique de Montréal (OSM).
- 2000 Americana avec John Novacek (piano).
- 2001 Prokofiev Violin Concertos 1 & 2 avec l'Orchestre symphonique de Montréal (OSM).
- 2002 John Adams: Violin Concerto avec l'orchestre symphonique de la BBC.
- 2005 Recital: Messiaen, Ravel, Gray, Salonen, Beethoven, and Brahms avec John Novacek.
- 2006 Shostakovich: Violin Concerto no 1 Live (sonata for violin and piano) avec City of Birmingham Symphony Orchestra (piano: John Novacek).
- 2007 Oliver Knussen: Violin Concerto avec BBC Symphony Orchestra (chef : Oliver Knussen).
- 2016 John Adams : Violin concerto, St Louis Symphony (dir : David Robertson) - Nonesuch

## Sources et Liens externes
- Site officiel
- Ressources relatives à la musique :   - AllMusic
  - Carnegie Hall
  - Discogs
  - Grove Music Online
  - MusicBrainz
  - Muziekweb
  - Songkick
- Ressource relative à l'audiovisuel :   - IMDb
- Notice dans un dictionnaire ou une encyclopédie généraliste :   - Nationalencyklopedin
- Notices d'autorité :   - VIAF
  - ISNI
  - BnF (données)
  - IdRef
  - LCCN
  - GND
  - CiNii
  - Pologne
  - NUKAT
  - Norvège
- Fondation MacArthur
- Institut Curtis
- Académie of St Martin in the Fields